# Снежные хлопья
Снежные хлопья или хлопья снега — конгломерат снежинок, сцепившихся друг с другом в результате механической агрегации, и в таком виде выпадающих из атмосферы. 
Геометрические размерности снежных хлопьев прямо пропорциональны таким параметрам, как интенсивность снегопада и температура окружающей среды. В то же самое время эти размеры обратно пропорциональны силе ветра. Как правило, они могут быть от одного миллиметра до нескольких сантиметров. Снежные хлопья достигают особенно больших размеров при незначительной оттепели во время ливневых снегопадов.
В составе ледяных частиц, формирующих снежные хлопья, преобладают звездообразные кристаллы и их компоненты. Количество снежинок в каждом из них может сильно варьироваться. 